# سبليتسفيل
سبليتسفيل (بالإنجليزية: Splitsville)‏ هو فيلم كوميدي أمريكي صدر عام 2025، من إخراج مايكل أنجيلو كوفينو، وسيناريو شارك في كتابته مع كايل مارفن. الفيلم من بطولة كوفينو، وأدريا أرخونا، وداكوتا جونسون، ومارفن.
كان العرض العالمي الأول للفيلم في قسم العرض الأول لمهرجان كان السينمائي لعام 2025 في 19 مايو 2025، وصدر في دور العرض بواسطة نيون في 22 أغسطس 2025.

## الممثلون
- مايكل أنجيلو كوفينو في دور بول
- أدريا أرخونا في دور آشلي
- داكوتا جونسون في دور جولي
- كايل مارفن في دور كاري
- نيكولاس براون في دور مات العقلي
- ديفيد كاستانيدا
- آو تي فاجبينلي
- الأمير رودني في دور ثري
- تشارلي جيليسبي في دور جاكسون
- سيمون ويبستر في دور روس
- مايكل أنجيلو كوفينو في دور بول
- تايرون بنسكين في دور الدكتور أوت
- جيسيكا ماثورين في دور كيري
- ستيفن أديكولو في دور ساتون
- ناهيما ريتشي في دور أنطونيتا
- ليتيتيا بروكس في دور الضابط لانك

## الإنتاج
في أغسطس 2024، أُعلن عن انضمام مايكل أنجيلو كوفينو وأدريا أرخونا وداكوتا جونسون وكايل مارفن إلى فريق عمل الفيلم، حيث سيخرج كوفينو سيناريو كتبه إلى جانب مارفن. ستنتج توبيك استديو ونيون الفيلم، بينما تتولى نيون توزيعه. ستعمل جونسون كمنتجة تحت مظلة تيتايم بيكتشر، بينما ستتولى أرخونا الإنتاج التنفيذي. في نوفمبر 2024، انضم نيكولاس براون وديفيد كاستانيدا وآو تي فاجبينلي إلى فريق عمل الفيلم.
بدأ التصوير الرئيسي في سبتمبر 2024، وانتهى في أكتوبر 2024.

## الاطلاق
عرض فيلم سبليتسفيل لأول مرة عالميًا في مهرجان كان السينمائي لعام 2025 في 19 مايو 2025. وصدر في الولايات المتحدة في 22 أغسطس 2025.

## روابط خارجية
- سبليتسفيل على موقع IMDb (الإنجليزية)
- سبليتسفيل على موقع قاعدة بيانات الفيلم (الإنجليزية)